# Río Negro, Chile
Río Negro este un oraș și comună din provincia Osorno, regiunea Los Lagos, Chile, cu o populație de 14.732 locuitori (2012) și o suprafață de 1265,7 km2.